# Celles-sur-Aisne
Celles-sur-Aisne – miejscowość i gmina we Francji, w regionie Hauts-de-France, w departamencie Aisne.
Według danych na styczeń 2014 roku gminę zamieszkiwały 262 osoby, a gęstość zaludnienia wynosiła 42,5 osób/km².